# Coupe de France 1948/49
Het seizoen 1948/49 was het 32e seizoen van de Coupe de France in het voetbal. Het toernooi werd georganiseerd door de Franse voetbalbond.
Dit seizoen namen er 981 clubs aan deel (48 meer dan de record deelname in het vorige seizoen). De competitie ging in de zomer van 1948 van start en eindigde op 8 mei 1949 met de finale in het Stade Olympique Yves-du-Manoir in Colombes. De finale werd gespeeld tussen RC Paris (voor de zesde keer finalist -inclusief 1930 als Racing Club de France) en Lille OSC (voor de vijfde opeenvolgende keer finalist en als Olympique Lille ook in 1939 finalist). RC Paris veroverde als derde club voor de vijfde keer de beker, Olympique Marseille en Red Star Paris (als Red Star Amical Club en Red Star Olympique) gingen de club voor. Lille OSC werd met 5-2 verslagen.

## Uitslagen

### 1/32 finale
De wedstrijden werden op 8 (Stade Français-Red Star - Olympique Alès) en 9 januari gespeeld, De beslissingswedstrijden op 16 (RC Paris - Arago Sport en FC Dôle - Lyon UC) en 20 januari (Stade Français-Red Star - Olympique Alès en Le Havre - Olympique Marseille).
| Winnaar                 | Uitslag     | Verliezer           |
| ----------------------- | ----------- | ------------------- |
| RC Paris                | 3-3 nv; 1-0 | Arago Sport Orléans |
| Lille OSC               | 3-1         | RC Lens             |
| FC Metz                 | 2-1         | Girondins Bordeaux  |
| Stade Français-Red Star | 1-1 nv; 7-3 | Olympique Alès      |
| Olympique Nîmes         | 2-0         | US Le Mans          |
| OGC Nice                | 2-1         | FC Nancy            |
| RC Arras                | 2-1         | SO Merlebach        |
| FC Sète                 | 3-0         | AC Amiens           |
| US Quevilly             | 4-3         | Toulouse FC         |
| FC Rouen                | 6-2         | FC Dieppe           |
| Stade Rennes            | 2-0         | SO Montpellier      |
| AS Troyes-Savinienne    | 3-0         | FC Lorient          |
| US Saint-Servan         | 1-0         | FC Falaise          |
| Stade Reims             | 6-1         | SCO Angers          |
| US Valenciennes-Anzin   | 3-2         | AS Brignoles        |
| Le Havre AC             | 1-1 nv; 2-1 | Olympique Marseille |

| Winnaar                 | Uitslag     | Verliezer            |
| ----------------------- | ----------- | -------------------- |
| SM Caen                 | 2-0         | SC Aniche            |
| UA Sedan Torcy          | 5-1         | SPN Vernon           |
| SA Douai                | 3-1         | RC Strasbourg        |
| CO Roubaix-Tourcoing    | 4-0         | SO Châtellerault     |
| AS Saint-Étienne        | 8-1         | AS Saint-Dizier      |
| CA Le Puy               | 1-0         | CA Paris             |
| VC Chartres             | 4-0         | US Pons              |
| FC Mulhouse             | 3-2         | US Revel             |
| SR Colmar               | 3-2         | CS Thillot           |
| FC Nantes               | 2-0         | AS Cannes-Grasse     |
| CA Vitry                | 1-0         | AS Béziers           |
| US Seyne                | 5-3         | FC Gueugnon          |
| Stade Béthune           | 3-1         | RC Agde              |
| FC Sochaux              | 2-0         | Stade Mont-de-Marsan |
| Olympique Saint-Quentin | 4-2         | Stade Saint-Germain  |
| FC Dôle                 | 1-1 nv; 4-2 | Lyon OU              |

### 1/16 finale
De wedstrijden werden op 30 januari gespeeld.
| Winnaar                 | Uitslag | Verliezer            |
| ----------------------- | ------- | -------------------- |
| RC Paris                | 3-1     | SM Caen              |
| Lille OSC               | 6-0     | UA Sedan Torcy       |
| FC Metz                 | 3-1     | SA Douai             |
| Stade Français-Red Star | 3-2     | CO Roubaix-Tourcoing |
| Olympique Nîmes         | 2-1     | AS Saint-Étienne     |
| OGC Nice                | 4-1     | CA Le Puy            |
| RC Arras                | 3-0     | VC Chartres          |
| FC Sète                 | 5-0     | FC Mulhouse          |

| Winnaar               | Uitslag | Verliezer               |
| --------------------- | ------- | ----------------------- |
| US Quevilly           | 1-0     | SR Colmar               |
| FC Rouen              | 4-1     | FC Nantes               |
| Stade Rennes          | 3-1     | CA Vitry                |
| AS Troyes-Savinienne  | 5-0     | US Seyne                |
| US Saint-Servan       | 1-0     | Stade Béthune           |
| Stade Reims           | 2-1     | FC Sochaux              |
| US Valenciennes-Anzin | 4-1     | Olympique Saint-Quentin |
| Le Havre AC           | 2-0     | FC Dôle                 |

### 1/8 finale
De wedstrijden werden op 27 februari gespeeld, de beslissingswedstrijd op 3 maart.
| Winnaar                 | Uitslag     | Verliezer            |
| ----------------------- | ----------- | -------------------- |
| RC Paris                | 2-0         | US Quevilly          |
| Lille OSC               | 1-1 nv; 2-1 | FC Rouen             |
| FC Metz                 | 4-2         | Stade Rennes         |
| Stade Français-Red Star | 3-0         | AS Troyes-Savinienne |

| Winnaar         | Uitslag | Verliezer             |
| --------------- | ------- | --------------------- |
| Olympique Nîmes | 4-0     | US Saint-Servan       |
| OGC Nice        | 3-0     | Stade Reims           |
| RC Arras        | 2-1     | US Valenciennes-Anzin |
| FC Sète         | 3-1 nv  | Le Havre AC           |

### Kwartfinale
De wedstrijden werden op 20 maart gespeeld.
| Winnaar                 | Uitslag | Verliezer       |
| ----------------------- | ------- | --------------- |
| RC Paris                | 2-1 nv  | Olympique Nîmes |
| Lille OSC               | 2-1 nv  | OGC Nice        |
| FC Metz                 | 6-0     | RC Arras        |
| Stade Français-Red Star | 3-1 nv  | FC Sète         |

### Halve finale
De wedstrijden werden op 10 (RC Paris - FC Metz) en 19 april (Lille OSC - Stade Français-Red Star) gespeeld.
| Winnaar   | Uitslag     | Verliezer               |
| --------- | ----------- | ----------------------- |
| RC Paris  | 2-2 nv; 2-0 | FC Metz                 |
| Lille OSC | 1-0         | Stade Français-Red Star |

### Finale
De wedstrijd werd op 8 mei 1949 gespeeld in het Stade Olympique Yves-du-Manoir in Colombes voor 61.473 toeschouwers. De wedstrijd stond onder leiding van scheidsrechter Raymond Vincenti.
| Winnaar                                                                                      | Uitslag | Finalist                             |
| -------------------------------------------------------------------------------------------- | ------- | ------------------------------------ |
| RC Paris                                                                                     |         | Lille OSC                            |
| Roger Gabet 28' Roger Quenolle 30' Roger Gabet 35' Ernest Vaast 52' Joseph Jadrejak e.d. 59' |         | 74' Jean Lechantre 83' André Strappe |

1917/18 · 1918/19 · 1919/20 · 1920/21 · 1921/22 · 1922/23 · 1923/24 · 1924/25 · 1925/26 · 1926/27 · 1927/28 · 1928/29 · 1929/30 · 1930/31 · 1931/32 · 1932/33 · 1933/34 · 1934/35 · 1935/36 · 1936/37 · 1937/38 · 1938/39 · 1939/40 · 1940/41 · 1941/42 · 1942/43 · 1943/44 · 1944/45 · 1945/46 · 1946/47 · 1947/48 · 1948/49 · 1949/50 · 1950/51 · 1951/52 · 1952/53 · 1953/54 · 1954/55 · 1955/56 · 1956/57 · 1957/58 · 1958/59 · 1959/60 · 1960/61 · 1961/62 · 1962/63 · 1963/64 · 1964/65 · 1965/66 · 1966/67 · 1967/68 · 1968/69 · 1969/70 · 1970/71 · 1971/72 · 1972/73 · 1973/74 · 1974/75 · 1975/76 · 1976/77 · 1977/78 · 1978/79 · 1979/80 · 1980/81 · 1981/82 · 1982/83 · 1983/84 · 1984/85 · 1985/86 · 1986/87 · 1987/88 · 1988/89 · 1989/90 · 1990/91 · 1991/92 · 1992/93 · 1993/94 · 1994/95 · 1995/96 · 1996/97 · 1997/98 · 1998/99 · 1999/00 · 2000/01 · 2001/02 · 2002/03 · 2003/04 · 2004/05 · 2005/06 · 2006/07 · 2007/08 · 2008/09 · 2009/10 · 2010/11 · 2011/12 · 2012/13 · 2013/14 · 2014/15 · 2015/16 · 2016/17 · 2017/18 · 2018/19 · 2019/20 · 2020/21 · 
2021/22 · 2022/23 · 2023/24 · 2024/25 ·